# Селкридж, Орал
Орал Армстронг Линкольн Селкридж (англ. Oral Armstrong Lincoln Selkridge; род. 20 августа 1962, Антигуа и Барбуда) — антигуанский легкоатлет, выступавший в беге на средние дистанции и барьерном беге. Участник летних Олимпийских игр 1988 года.

## Биография
Орал Селкридж родился 20 августа 1962 года на Антигуа и Барбуде.
В 8-летнем возрасте переехал вместе с родителями, братьями и сёстрами в бедный квартал нью-йоркского района Бронкс. С 14 лет был опекуном семьи, после того как у его младшего брата диагностировали рак мозга.
Окончил школу архитектуры Нью-Йоркского городского колледжа, где получил степень бакалавра. Затем учился в инженерной школе Нью-Йоркского университета, получив степень магистра наук в области управления строительством.
В 1988 году вошёл в состав сборной Антигуа и Барбуды на летних Олимпийских играх в Сеуле. В четвертьфинале бега на 400 метров с барьерами занял последнее, 7-е место, показав результат 53,44 секунды и уступив 3,23 секунды попавшему в полуфинал с 3-го места Хосе Алонсо из Испании. В эстафете 4х400 метров сборная Антигуа и Барбуды, за которую также выступали Говард Линдсей, Альфред Браун и Ларри Миллер, заняла 6-е место в четвертьфинале с результатом 3 минуты 11,04 секунды, уступив 1,52 секунды попавшей в полуфинал с 5-го места сборной Канады.
Селкридж работает архитектором в штате Нью-Йорк. Трудился в инженерных фирмах национального уровня, которые специализируются на проектировании и строительстве, отвечал за все аспекты работы.

## Семья
Младшая сестра — Барбара Селкридж (род. 1971), антигуанская легкоатлетка. Участвовала в летних Олимпийских играх 1988 года.
Всего у Орала Селкриджа было четыре брата и сестры.
Женат, есть трое детей.